# Julka Polančič
Julka Polančič, slovenska komunistka, * 31. december 1897, Podklanec pri Libeličah, † 3. maj 1978, Maribor.

## Življenjepis
Julka Polančič se je rodila v siromašni delavski družini. Leta 1921 je rodila sina Iva, leta 1923 pa Lovra. Družina je živela v Dravogradu, a je mož rad pil in se za družino ni brigal, zato sta se ločila in Julka Polančič se je leta 1924 s sinovoma preselila v Maribor. Živeli so v majhnem stanovanju na Koroški cesti 34. Ker ni dobila službe, je doma šivala in pri bogatejših družinah pomagala pri gospodinjskih delih. Z njimi je živel tudi Srečko Gantar, ključavničar v železniških delavnicah, ki je za fanta skrbel kot krušni oče. Od leta 1929 je delala kot tekstilna delavka v tovarni Doktor in drug, nato kot šivilja v tovarni Skušek, zadnja leta pred drugo svetovno vojno pa v tekstilni tovarni Thoma. V delavsko revolucionarno gibanje se je vključila leta 1931, leta 1936 pa je aktivno sodelovala v veliki tekstilni stavki. Bila je članica Komunistične partije Jugoslavije in leta 1941 se je vključila v boj proti okupatorju. Pri njih doma je bila postojanka pokrajinskega odbora OF za Štajersko. Po vojni je nadaljevala z družbenopolitičnim delom in leta 1977 je bila odlikovana s Srebrnim grbom mesta Maribor.
Julka Polančič je večkrat obiskala osnovno šolo, ki se imenuje po njenih sinovih in učencem, ki so jo imenovali Polančičeva mama, pripovedovala o življenju svojih sinov in vojnih časih. Pokopana je na Pobreškem pokopališču v Mariboru.